# Ignacio Walker

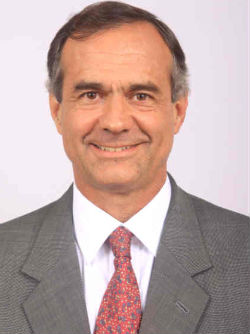
Ignacio Walker Prieto

Ignacio Walker Prieto (Santiago, 7 januari 1956) is een Chileens politicus.
Walker studeerde rechten aan de Universiteit van Chili en politieke wetenschappen aan de Universiteit van Princeton. Na zijn opleiding was hij als advocaat werkzaam voor de mensenrechtenorganisatie Vicaría de la Solidaridad (1978–1982), een organisatie die zich sterk maakte voor de slachtoffers van de militaire dictatuur van president Augusto Pinochet. Daarna was hij hoogleraar aan de Katholieke Universiteit van Chili en de Universiteit van Chili. In 1990 sloot hij zich aan bij de Partido Demócrata Cristiano (Christendemocratische Partij) en was van 1994 tot 2002 lid van de Kamer van Afgevaardigden. Van 2004 tot 2006 was hij minister van Buitenlandse Zaken. Sinds 2010 zit Walker in de Senaat.
Van 2010 tot 2015 vervulde Walker het voorzitterschap van de PDC.

## Familie
Walker stamt uit een politiek zeer actieve familie. Hij is de zoon van Ignacio Walker Concha (†2001) en Isabel Prieto. Het gezin bestaat uit acht kinderen. Zijn jongere broer Patricio Walker (*1969) was van 2015 tot 2016 voorzitter van de Senaat. Een ander broer Matías Walker (*1973) is sinds 2010 lid van de Kamer van Afgevaardigden. Grootvader Horacio Walker (1887–1974) was minister.
Ignacio Walker trouwde op 22 maart 1980 met de zangeres Cecilia Echeñique (*1957). Het echtpaar heeft drie kinderen.